# Rainer Eugen Schlageter
Rainer Eugen Schlageter (*  28. Januar 1946 in Lörrach) ist ein deutscher Diplomat und war 2007 bis 2011 Botschafter in Kasachstan.

## Biografie
Nach dem Abitur 1966 und der Ableistung seines Grundwehrdienstes bei der Bundeswehr studierte er zwischen 1968 und 1974 Anglistik und Slawistik an der Universität Heidelberg und legte dort 1974 sein Erstes Staatsexamen für das Lehramt ab. 1976 trat er in den Diplomatischen Dienst ein und fand nach Ablegung der Zweiten Philologischen Staatsprüfung 1977 sowie Beendigung seiner Attachéausbildung 1978 Verwendung als Kultur- und Pressereferent an der Botschaft in Afghanistan. Danach war er von 1981 bis 1984 Leiter des Pressereferats an der Botschaft in der Sowjetunion, ehe er im Auswärtigen Amt Verwendung im Referat für Binnenmarkt, Agrarpolitik und Verkehrspolitik der Europäischen Union (EU) fand.
Im Anschluss wurde er 1987 zunächst Leiter des Pressereferats an der Ständigen Vertretung bei der EU in Brüssel sowie 1990 Stellvertretender Leiter des Referats für Außenbeziehungen der EU, GATT und Airbus im Bundesaußenministerium in Bonn. Daraufhin fungierte er zwischen 1993 und 1995 als Leiter der Deutschen Delegation bei der EU-Beobachtermission über Jugoslawien bei der Botschaft in Kroatien und im Anschluss als Referatsleiter für Nordamerika, NATO und OSZE im Presse- und Informationsamt der Bundesregierung.
Nach einer Tätigkeit von 2000 bis 2004 als Leiter der Wirtschaftsabteilung der Botschaft in Japan wurde er Leiter der Abteilung für Kommunikation, Öffentlichkeitsarbeit und Medien (Abteilung K) des Auswärtigen Amtes. Seit 2007 war Rainer Schlageter als Nachfolger von Gebhardt Weiss vier Jahre Botschafter der Bundesrepublik Deutschland in Kasachstan. Anlässlich des Jahres „Deutschland in Kasachstan“ gelang es ihm, dass die internationale Ausstellung der United Buddy Bears erstmals nach Zentralasien kam. 125 Bärenskulpturen warben vor dem Wahrzeichen der kasachischen Hauptstadt Astana, dem Bajterek-Turm, fast vier Monate im Sommer 2010 für Toleranz und Völkerverständigung – und somit für ein weltoffenes Deutschland.